# Maki Kawai

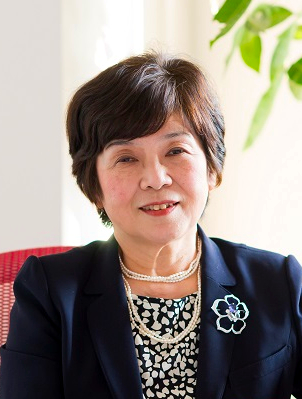
Maki Kawai (2021)

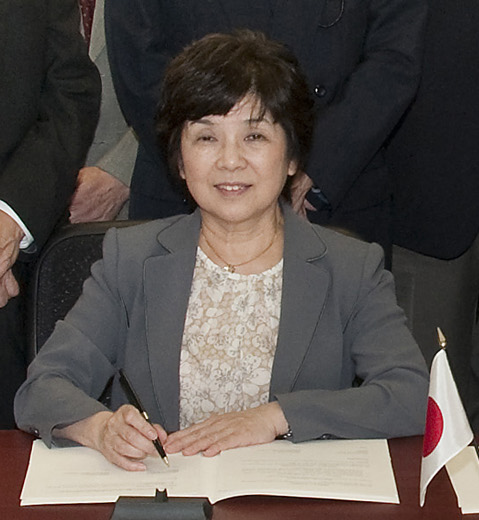
Maki Kawai (2012)

Maki Kawai (japanisch 川合 眞紀; geb. 1956) ist eine japanische Chemikerin und Hochschullehrerin. Sie wurde 2018 die erste weibliche Präsidentin der Japanischen Gesellschaft für Chemie seit deren Gründung im Jahr 1878.

## Leben
Maki Kawai schloss 1977 ihr Chemiestudium an der Universität Tokio ab und wurde dort 1980 promoviert. Nach ihrer Promotion war sie von 1980 bis 1982 Vertragsforscherin am RIKEN und anschließend Stipendiatin der Japanischen Gesellschaft zur Förderung der Wissenschaft an der Universität Tokio.
In den Jahren 1983 und 1984 arbeitete sie am Industrieforschungsinstitut Osaka und bei Osaka Gas. Anschließend war sie von 1985 bis 1988 als Forscherin im Katalyse-Labor des RIKEN tätig. Von 1988 bis 1991 war Kawai Professorin am Tōkyō Kōgyō Daigaku.
Von 1991 bis 2010 arbeitete Kawai am RIKEN, zunächst als leitende Wissenschaftlerin und ab 2010 als Geschäftsführerin. Parallel dazu übernahm sie 2004 eine Professur an der Abteilung für fortgeschrittene Materialwissenschaften der Universität Tokio, die sie bis 2017 innehatte.
Im Jahr 2016 wurde sie zur Generaldirektorin des Institut für Molekulare Wissenschaften in Okazaki ernannt. Seit 2022 ist sie Präsidentin des Nationalen Instituts für Naturwissenschaften Japans und seit 2024 Leiterin des Zentrums für Forschungs- und Entwicklungsstrategie der Japanischen Wissenschafts- und Technologieagentur.

## Wirken
Maki Kawai forscht auf dem Gebiet der physikalischen Chemie, insbesondere über chemische Reaktionen an Oberflächen und Grenzflächen. Ihre Arbeiten konzentrieren sich auf die atomare Manipulation von Molekülen, was wesentliche Grundlagen für Nanotechnologien geschaffen hat.
Ihre wissenschaftlichen Erkenntnisse haben wesentlich zur Entwicklung innovativer Materialien beigetragen und neue chemische und physikalische Phänomene erschlossen. Besondere Anerkennung erhielt sie für ihre Experimente, die zum Verständnis deree Funktion als Katalysatoren und molekulare Maschinen einzelne Moleküle auf Kristalloberflächen untersuchen.
Während ihrer Präsidentschaft bei der Japanischen Gesellschaft für Chemie setzte sie Schwerpunkte auf die internationale Zusammenarbeit und interdisziplinäre Forschung. Kawai betonte dabei, dass transformative Grundlagenforschung an sich bereits eine Form von Innovation darstelle und forderte eine stärkere Offenheit und Internationalisierung der japanischen Wissenschaftsgemeinschaft.
Kawai erhielt zahlreiche Ehrungen, darunter die Ehrenmedaille am Violetten Band (2017), den Medard W. Welch Award (2016), die Gerhard Ertl Lecture Award der Max-Planck-Gesellschaft (2015) und das Fellowship der American Physical Society (2010). Sie ist zudem Trägerin des UNESCO-L’Oréal-Preises (2019). Auch wurde sie 2020 in die Liste „Asian Scientist 100“ des Asian Scientist Magazine aufgenommen.